# Paurorhynchus hiodontis
Paurorhynchus hiodontis är en plattmaskart. Paurorhynchus hiodontis ingår i släktet Paurorhynchus och familjen Bucephalidae. Inga underarter finns listade i Catalogue of Life.